# William Brereton (2e baron Brereton)
William Brereton, 2e baron Brereton (28 février 1611 - avril 1664) est un propriétaire terrien et homme politique anglais. Il soutient la cause royaliste pendant la guerre civile anglaise et siège à la Chambre des communes de 1661 à 1664.

## Biographie

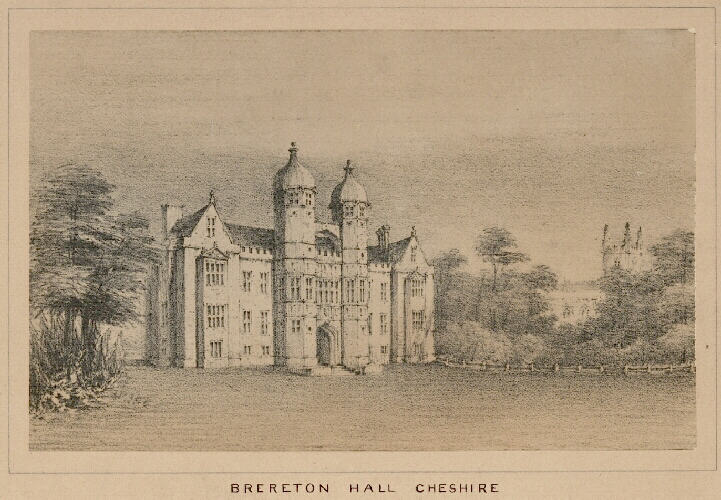
Brereton Hall, le siège de la famille Brereton.

Brereton est le fils de Sir John Brereton (le 4e fils et héritier présomptif de son grand-père Sir William Brereton (1er baron Brereton)) de Brereton Hall et d'Anne, fille de Sir Edward Fitton. Il est baptisé le 8 mars 1611 à Gawsworth, Cheshire, Angleterre.
Son père étant décédé en 1629, Sir William succède à son grand-père en tant que 2e baron Brereton de Leighlin le 1er octobre 1631. Il n'occupe aucune commission militaire pendant la guerre civile mais est un commissaire actif d'Array et met en garnison Brereton. Il est capturé lors de la reddition de Biddulph House dans le Staffordshire. Ses biens sont séquestrés et évalués à un revenu de 1 400 £ par an Il est contraint de vendre des terres pour payer l'amende .
Après la restauration, William est député du Cheshire entre 1661 et 1664. Il meurt en avril 1664 et est enterré le 21 avril 1664 à Brereton, Cheshire, Angleterre.
Il épouse Elizabeth Goring, fille de George Goring (1er comte de Norwich) et de Mary Neville. Ils ont 10 enfants dont un fils William qui lui succède.